# التعدين في موريتانيا
يسيطر تعدين خام الحديد وإثرائه على قطاع التعدين في جمهورية موريتانيا الإسلامية. كذلك تعدن المواد الأخرى في البلاد من الاسمنت والنحاس والذهب والجبس والبترول والملح والصلب . وزارة المناجم والصناعات الموريتانية هي الوكالة الحكومية المسؤولة عن سن قانونين التعدين وتنسيق جميع الأنشطة في قطاع التعدين في البلاد. كانت مديرية المناجم والجيولوجيا هي الكيان الوحيد المسؤول عن تعزيز قطاع المعادن وتوفير المعلومات الجيولوجية والتعدينية للمستثمرين و للمستثمرين المحتملين ؛ مديرية الهيدروكربونات مسؤولة عن تطوير قطاع البترول ؛ و مكتب موريتانيان للبحوث الجيولوجية هو الكيان الحكومي المسؤول عن تقييم المناطق ذات الإمكانات المعدنية للاستكشاف و مراجعتها. شركة Société Nationale Industrielle et Minière (SNIM) الشركة الوطنية للصناعة والمناجم (سنيم) مسؤولة عن إنتاج خام الحديد و إثرائه و قد كانت شركة خاصة قبل أن تأممها الحكومة الموريتانية في سبعينيات القرن الماضي. 
في عام 2007، قدرت قيمة صادرات موريتانيا الإجمالية بحوالي 1.5 مليار دولار. وباستثناء صادرات الأسماك التي بلغت قيمتها 254 مليون دولار، كانت كل الفئات الرئيسية للتصدير تأتي إما من قطاع التعدين أو منتجات الهيدروكربونات.. صادرات خام الحديد شكلت جزءًا كبيرًا من هذه القيمة بقيمة 575 مليون دولار، ما يمثل حوالي 38٪ من إجمالي صادرات البلاد. وصادرات النفط الخام بلغت قيمتها 339 مليون دولار، وتمثل حوالي 23٪ من الإجمالي. أما صادرات النحاس فبلغت قيمتها 184 مليون دولار، ما يشكل حوالي 13٪ من الإجمالي. وصادرات الذهب بلغت قيمتها 59 مليون دولار، وتشكل 4٪ من إجمالي الصادرات.
بهذه الطريقة، كانت صادرات موريتانيا تعتمد بشكل كبير على القطاعات المعدنية والهيدروكربونية خلال العام، مما يظهر الأهمية الاقتصادية لهذه القطاعات في تعزيز تنمية البلاد وتحقيق إيرادات مهمة من التصدير. 
شهد العام ارتفاع إنتاج السلع المعدنية بشكل عام، باستثناء النفط الخام الذي شهد انخفاضًا بنسبة 51٪ حيث بلغت 5,487,000 برميل (872,400 متر مكعب) مقارنةً بـ 11,168,000 برميل (1,775,600 متر مكعب) في عام 2006. ومن جهة أخرى، شهد إنتاج الأسمنت ارتفاعًا بنسبة 14.6٪ ليصل إلى 409,513 طن متري مقارنةً بالمعدل البالغ 357,239 طن في عام 2006. كما ارتفع إنتاج الجبس بنسبة 8.9٪ وإنتاج خام الحديد بنسبة 6.8٪، في حين ارتفع إنتاج الملح بنحو 35.5٪ وإنتاج الصلب الخام بنحو 4.2٪.
يعزى هذا الارتفاع الحاد في إنتاج النحاس والذهب إلى افتتاح منجم Guelb Mogrein قلب مغرين قرب مدينة اكجوجت عاصمة ولاية إنشيري في أواخر عام 2006، وهذا ما ساهم في زيادة الإنتاجية وتعزيز قطاع التعدين في البلاد.
أسهم قطاع التعدين، الذي كان يعتبر أحد أهم القطاعات في البلاد من حيث الأثر على الاقتصاد الوطني، بنسبة حوالي 12٪ من الناتج المحلي الإجمالي وكان يمثل أكثر من نصف إيرادات صادرات البلاد في عام 2005. ووفقًا لوزارة المناجم والصناعة (MMi) و طبقا لمصادر أخرى، أصبح تنمية وتنويع وتعزيز قطاع التعدين من بين أولويات الحكومة في السنوات الأخيرة. فقد شهدت زيادة في عدد الشركات الأجنبية التي تقدمت بطلبات للحصول على تراخيص للتنقيب، وكانت المشاريع تتراوح في مراحل مختلفة، بدءًا من عمليات التنقيب الأولية حتى تطوير المناجم بشكل كامل. 

## هيكل الصناعة المعدنية
كانت وزارة المناجم والصناعة (MMi) هي الهيئة الحكومية المسؤولة عن إصدار قوانين التعدين وتنسيق جميع الأنشطة في قطاع التعدين. وكانت مديرية المناجم والجيولوجيا "بالفرنسية :La Direction des Mines et de la Géologie" هي الجهة المسؤولة عن تعزيز قطاع المعادن وتوفير المعلومات الجيولوجية والتعدينية للمستثمرين المحتملين. مديرية الهيدروكربونات مسؤولة عن تطوير قطاع البترول. وكان المكتب الموريتاني للبحوث الجيولوجية هو الجهة الحكومية المسؤولة عن تقييم المناطق المحتملة للاستكشاف المعدني. و الشركة الوطنية للصناعة والمناجم مسؤولة عن إنتاج خام الحديد وتخصيبه. وقامت الشركة بتشغيل مركز تعدين في مدينة الزويرات الشمالية، وثلاثة مناجم مفتوحة لخام الحديد في قلب الراين وكدية إيدجيل ومهودات في شمال موريتانيا، بالإضافة إلى المنشآت البحرية في نواديبو على ساحل المحيط الأطلسي، وخط سكة حديد يربط مركز التعدين بالمنشآت المينائية. 

## السلع

### النحاس
شهدت شركة First Quantum Minerals Ltd. الكندية بداية إنتاجها للنحاس في موريتانيا من منجم قلب مغرين "Guelb Moghrein" للنحاس والذهب في يوليو 2006، وتم بدء الإنتاج التجاري في أكتوبر 2006. يقع منجم قلب مغرين في منطقة إنشيري بالقرب من بلدة أكجوجت، على بعد حوالي 250 كم شمال شرق نواكشوط. كانت القدرة التصميمية المستهدفة للمنجم تصل إلى 30,000 طن متري سنويًا من تركيز النحاس بحلول النصف الأول من عام 2007. تم تقدير الموارد في قلب مغرين بحوالي 23.7 مليون طن. تمتلك شركة First Quantum حصة 80٪ في المنجم. وفي الناحية الأخرى تحتفظ الشركة الموريتانية بالنسبة المتبقية و هي 20 بالمئة من المشروع "إسمها :Guleb Moghrein Mines" d'akjoujt Sa". 

### الذهب
كانت الإنتاج الأول لشركة First Quantum من خلال منجم النحاس والذهب منجم قلب مغرين، في يوليو 2006، حيث بلغت كمية الإنتاج 322 كجم. كانت القدرة التصميمية للمنجم حوالي 2200 كجم سنويًا من الذهب، وتعادل حوالي 70 ألف أونصة تروي سنويًا. بالإضافة إلى ذلك، تواصلت شركة Rio Narcea Gold Mines Ltd، المقرة في كندا، العمل على تطوير منجم ذهب في تاسايت.
كان من المتوقع أن تكتمل أعمال البناء التي استمرت على مدار عام 2006 في النصف الأول من عام 2007، وكان من المقرر أن يبدأ الإنتاج الأول بعد ذلك بفترة قصيرة. في أكتوبر، أعلنت الشركة تقديرًا لمعدل الموارد المعدنية يبلغ حوالي 12 مليون طن بمتوسط تركيز يبلغ 2.7 جرام لكل طن متري من الذهب، مقارنةً بتقدير سابق للموارد يبلغ حوالي 8.9 مليون طن بتركيز 3.08 جرام/طن متري من الذهب.
كان من المتوقع أن يبلغ إنتاج المنجم حوالي 3300 كجم سنويًا، ما يعادل 105,000 أونصة تروي سنويًا، على مدار فترة تصل إلى 8 سنوات. كانت التكاليف الرأسمالية المتوقعة لمشروع تاسايت تبلغ 73 مليون دولار. 

### خام الحديد
كانت الدراسة الجدوى لمشروع خام الحديد قلب العوج تسير في ثلاث مراحل مثيرة خلال العام. تم تحديد شركة Sphere للاستثمارات المحدودة في أستراليا (SiL)، التي يقع مقرها في بيرث، لتمويل أول 11 مليون دولار لتحقيق 50٪ من الفوائد المترتبة على المشروع. وكان المشروع يتضمن منجمًا مفتوحًا لخام الحديد ينتج 17 مليون طن متري سنويًا (Mt/yr)، بالإضافة إلى مصنع لتكوير الحديد بالاختزال المباشر (بالتنقيط) بسعة 7 مليون طن سنويًا.
أثناء حملة حفر تعريف الموارد للمشروع، التي اكتملت في عام 2006، تم تحديد تقدير جديد للموارد بجودة عالية من أكسيد الحديد الأسود - كوارتزيت بلغت حوالي 701 مليون طن، مقارنة بالتقدير السابق الذي أعلنته الشركة وبلغ 450 مليون طن. شركة SiL كانت تتوقع إكمال دراسة الجدوى المصرفية في الربع الثاني من عام 2007، والبدء في أعمال البناء في عام 2008، مع توقع بدء إنتاج كريات الحديد المباشر في النصف الثاني من عام 2010. كان من المتوقع أن يكون عمر المنجم 30 عامًا، ما يعد فرصة استثمارية طموحة وطويلة الأمد.
في الربع الثاني من عام 2006، قامت المؤسسة السعودية للصناعات الأساسية بالاستثمار في شركة Sphere من خلال شركتها الفرعية المملوكة بالكامل للشركة السعودية للحديد والصلب (حديد) وشركة قطر للصلب (قاسكو) بمبلغ يقدر بحوالي 22 مليون دولار، كجزء من شراكة استراتيجية جديدة في مشروع خام الحديد. وكان الهدف من هذه الشراكة هو تأمين مصدر لكريات التقطير عالية الجودة كعلف لمصانع الصلب التابعة لشركتي حديد "Hadeed" و كاسكو QaSCO.
بالإضافة إلى العمل في مشروع قلب العوج، قامت شركة SiL بإكمال برنامج حفر الماس الاستكشافي لرواسب في منطقة tintekrate Bou derga، والتي تقع في الجزء الجنوبي من منطقة قلب العوج. يتوقع أن يشغل المنجم المستقبلي البنية التحتية التي كان إنتاج خام الحديد من الشركة الوطنية SNIM يعمل عليها و كذلك على البنية التحتية للموانئ.

### البترول
في فبراير 2006، بدأت موريتانيا إنتاج أولى شحناتها من النفط من حقل شنقيط. تتملك مجموعة من الشركات حقل شنقيط النفطي وهم Bg group plc وHardman Resources Ltd. وPremier Oil plc وroc Oil Ltd، بالإضافة إلى المساهمة الحكومية من خلال مديرية الهيدروكربونات و شركة Woodside البترولية المحدودة. تم تقدير متوسط إنتاج البترول من حقل شنقيط بحوالي 75,000 برميل يوميًا.
تم شحن أول مليون برميل من النفط إلى الشركة الدولية المتحدة للبترول والكيماويات المحدودة لجمهورية الصين الشعبية. وقد كانت هذه الشحنة جزءًا من الصفقة التجارية مع شركة الصين للبتروكيماويات. تقدر احتياطيات النفط في حقل شنقيط بنحو 120 مليون برميل. وقد شملت الشركات التي كانت تستكشف البترول في موريتانيا خلال عام 2006 شركة براكا الأسترالية للبترول في مشروع مشترك مع شركة سي إن بي سي إنترناشيونال المحدودة الصينية، والتي كانت تخطط لحفر بئر هيرون -1. كما شاركت شركة دانا بتروليوم بي إل سي من المملكة المتحدة في الاكتشاف البحري للبترول في بئر Aigrette-1 في المربع 7.

### اليورانيوم
في الأعوام الماضية، شهدت موريتانيا نشاطًا ملحوظًا في قطاع البحث و التنقيب عن اليورانيوم. حصلت شركة Murchison united nL، التي يقع مقرها في بيرث في أستراليا، على خمس تراخيص للتنقيب عن اليورانيوم في مناطق متنوعة تشمل بن عين نار وبير مغرين. وكانت الشركة في انتظار الموافقة على ثلاث تراخيص أخرى من الحكومة. قامت الشركة بأعمال استطلاع أرضية ودراسات إشعاعية مفصلة لتحليل واستكشاف خمسة مواقع محتملة.
في 8 نوفمبر 2006، تمتلكت شركة Alba Mineral Resources plc، المتخصصة في الاستثمارات المعدنية، نسبة 50٪ في شركة موريتانيا فينتشرز المحدودة (MvL)، التي تعمل من موريتانيا. حصلت شركة MvL على رخصتين للتنقيب عن اليورانيوم في شمال البلاد. وقد قدمت شركة Alba طلبًا للحصول على رخصة استكشاف ثالثة في الجزء الشمالي من موريتانيا، بالإضافة إلى تراخيص للتنقيب عن الذهب والمعادن الأساسية في منطقة تقدر مساحتها بحوالي 6000 كيلومتر مربع، والتي تقع بالقرب من مناطق استكشاف اليورانيوم. كما تقدمت الشركة بطلب للحصول على خمس تصاريح إضافية للتنقيب عن النحاس والذهب والحديد في جنوب البلاد.

## المناجم
- منجم رقيبات (يورانيوم)